# Armstorf (Sankt Wolfgang)
Armstorf ist ein Gemeindeteil von St. Wolfgang im oberbayerischen Landkreis Erding, der zur Gemarkung St. Wolfgang gehört. 

## Lage
Das Kirchdorf liegt zwischen den Ortsteilen St. Wolfgang, Jeßling und der Gemeinde Dorfen im Goldachtal und an der Bundesstraße 15 zwischen Landshut und Rosenheim.

## Geschichte
Die erste urkundliche Erwähnung aus dem Jahr 1180 nennt eine Berta von Armstorf. Seit spätestens 1434 waren die Westacher Herren in Armstorf, das bis 1560 Teil der Grafschaft Haag war. Die Westacher waren hier als Hofmarkspfleger und Pflegrichter für die Grafen von Haag tätig. 1622 wurde das alte Schloss abgerissen und durch den Frühestbarockbau ersetzt. Die Westacher auf Moosen, Zeilhofen, Weg und Armstorf starben mit Johann Ferdinand von Westach im Jahr 1722 im Mannesstamm aus. Die Erbtochter Maria Josepha heiratete den Freiherrn Joseph Dichtl von Tutzing, der Armstorf und Moosen um 1725 an die Freiherren von Morawitzky verkaufte.
1818 kam das Dorf zu der durch das bayerische Gemeindeedikt gegründeten Gemeinde Sankt Wolfgang. Bei der Schaffung der Bezirksämter 1862 wurde der Ort dem Bezirksamt und späteren Landkreis Wasserburg zugewiesen.

Als die Nachbargemeinde Schiltern zum 1. Januar 1972 sich der Stadt Dorfen im Landkreis Erding anschloss, fiel der an Armstorf angrenzende Mayerhof (eine Einöde) an St. Wolfgang.

Gasthaus Hagl

Zum 31. Dezember 2011 hatte Armstorf 1036 Einwohner. Damit ist Armstorf nach dem Hauptdorf St. Wolfgang der einwohnerstärkste Gemeindeteil, vor allem aber der Gemeindeteil mit dem stärksten Wachstum seit 1961 (damals noch 245 Einwohner) bzw. 1970 (412 Einwohner).
Siehe auch die Entwicklung der Einwohnerzahl von St. Wolfgang.
Die stark zunehmende Einwohnerzahl erklärt sich aus zwei relativ großen Neubaugebieten (im Nordosten und im Süden) sowie der unmittelbaren Nähe zu Dorfen und der dortigen Anbindung an die Bahnstrecke München–Simbach. Auch das bisher kleine Gewerbegebiet nordöstlich des ehemaligen Schlossparks wurde in den letzten Jahren in Richtung Reit erheblich erweitert.
Die Bundesautobahn 94 schneidet den Gemeindeteil im nördlichen Bereich. Die Ausfahrt 15 (Dorfen) mit Anschluss zur Bundesstraße 15 liegt auf dem Gebiet des Orts.
Der Ortsteil unterhält freundschaftliche Kontakte zur Gemeinde Armstorf im Landkreis Cuxhaven.

## Schloss Armstorf

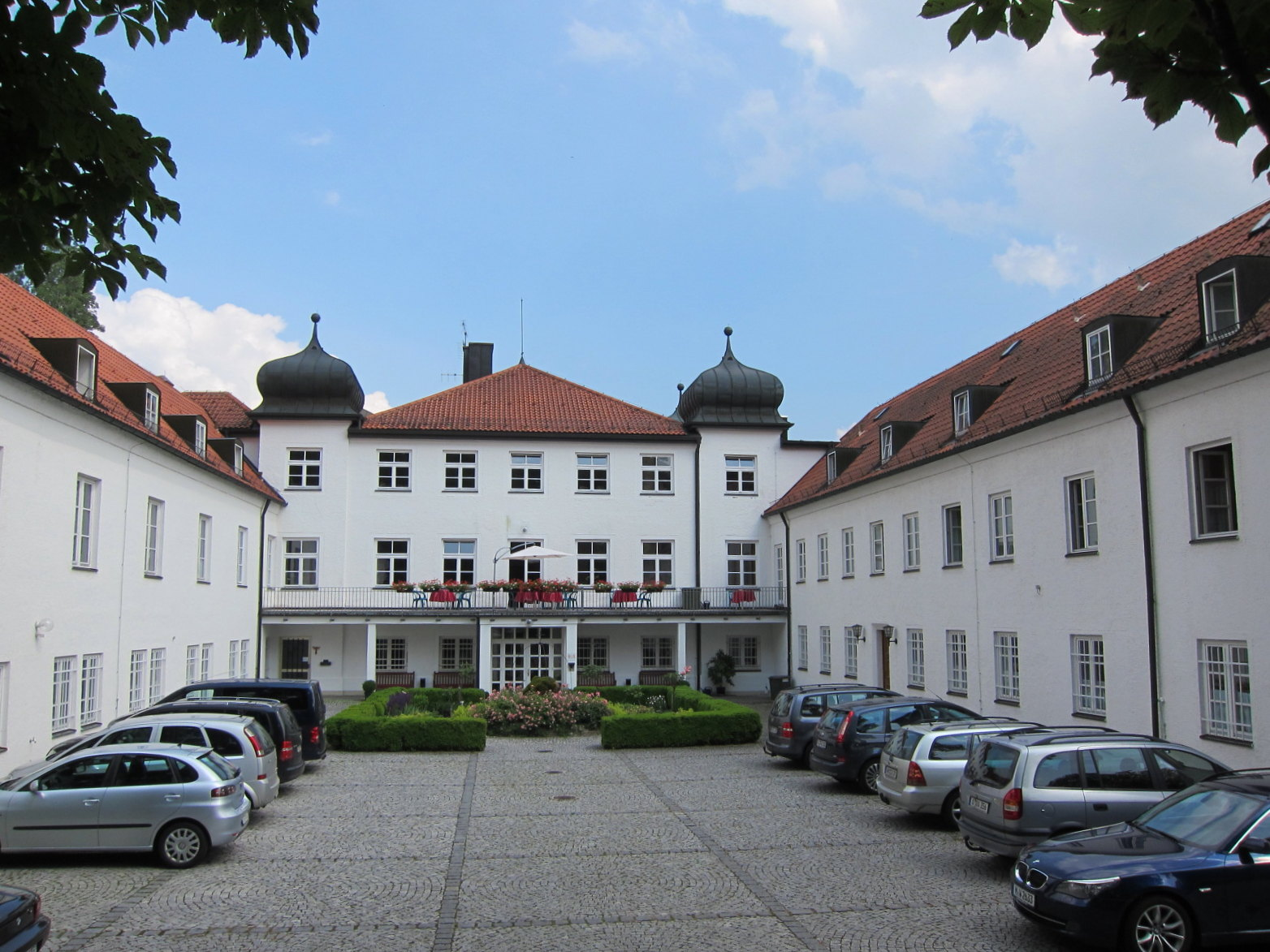
Ehemaliges Schloss

1622 wurde das jetzige im Goldachtal liegende Schloss Armstorf auf den Grundmauern eines Vorgängerbaus als zweigeschossiger Walmdachbau durch die Westacher errichtet. Die oft wechselnden Besitzer bauten das Gebäude mehrfach um.
Seit der Jugendstilzeit steht das Schloss so, als dreigeschossiger viertürmiger Hauptbau mit zwei Seitenflügeln, wie es sich heute als Bildungsstätte der Franziskanerinnen darstellt. 1929 wurde der Bau von den Franziskanerinnen aus Au am Inn übernommen und diente ab 1943 als Ausweichkrankenhaus von München-Schwabing.
Ab 1954 wurde unter eigener Regie ein Kinderkrankenhaus mit Krankenpflegeschule gegründet. Seit 1975 dient es als Bildungsstätte.

## Kirche St. Laurentius und St. Magdalena

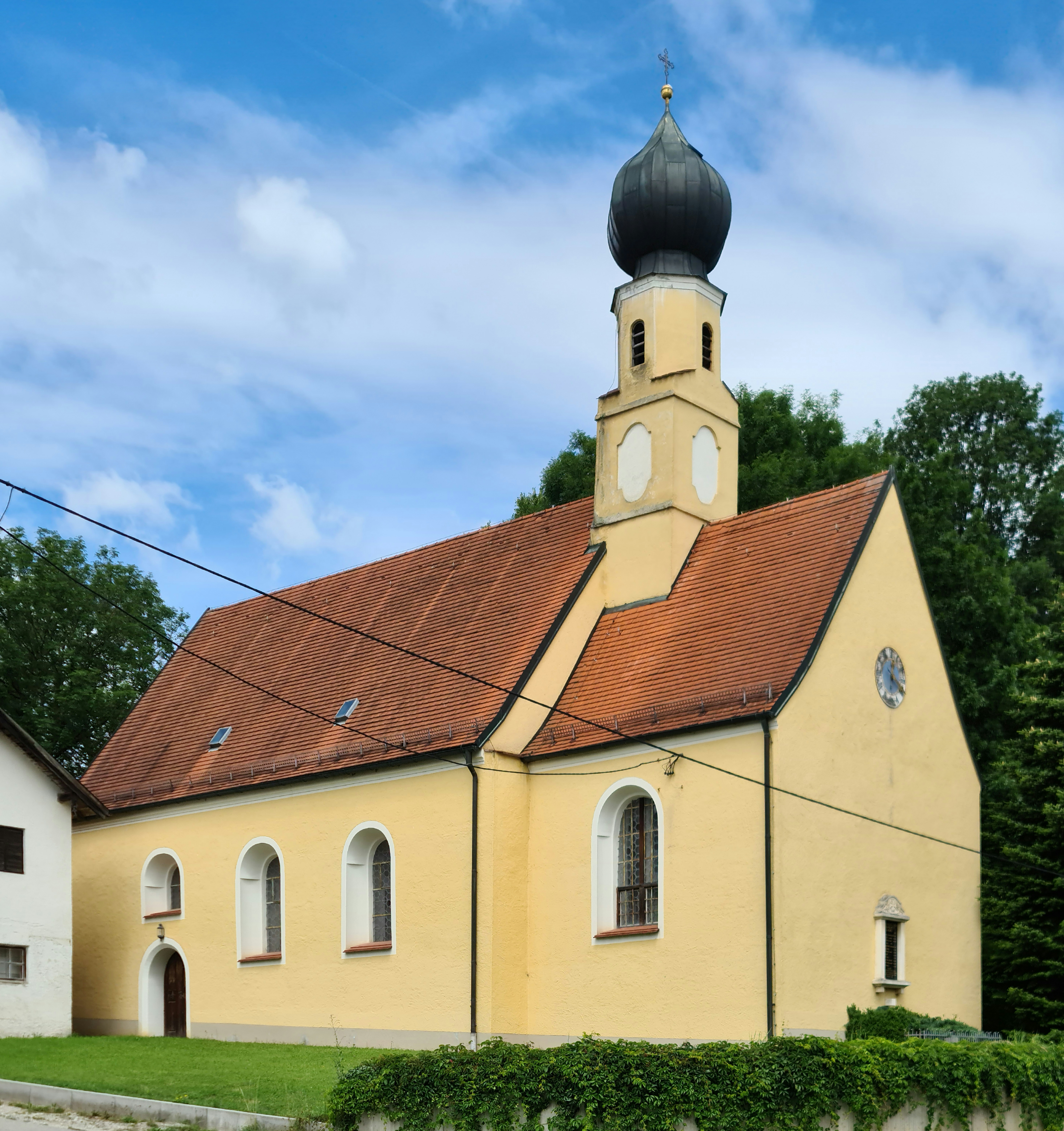
St. Laurentius

Das zur Pfarrei Schwindkirchen gehörende, ursprüngliche gotische Bauwerk wurde nach dem Neubau des Schlosses Armstorf 1631 grundlegend restauriert. In den neuen Altar, gestiftet von Hans-Joachim Westacher zu Armstorf, wurden zwei gotische Figuren von ca. 1500 eingefügt: rechts St. Katharina und links davon sieht man St. Stephanus. Das Altarbild der hl. Magdalena ist eine Leihgabe der Staatl. Galerie, vermittelt durch Direktor Georg von Dillis. Es ist mit der Renovierung 1817 in die Kirche gekommen. 1816 war der Turm neu erbaut worden.
Parkkapelle.  Im ehemaligen Schlosspark befindet sich eine etwa 6,5 m lange barock-orientierte Kapelle mit Dachreiter aus dem 19. Jahrhundert.